# Moravský ultramaraton
Moravský UltraMaraton (MUM) je běžecký závod, ultramaraton, tvořený sedmi etapami po 43 km v sedmi dnech za sebou (od neděle do soboty). Koná se vždy na přelomu června a července (začíná obvykle poslední červnový víkend). Založen byl v roce 2004 v Lomnici u Tišnova. Pořadatelem je Česká Asociace Ultramaratonců (ČAU).
Moravský ultramaraton se běží jako memoriál Caballa Blanca (vlastním jménem Micah True), aby uctil jeho památku a propagoval jeho myšlenky. Závody konané jako memoriál Caballa Blanca se mohou nazývat Poco Loco Run.[zdroj?]

## Vznik
Tomáš Rusek, ultramaratonec a předseda ČAU, který se po startech mimo Československo rozhodl, že uspořádá ve vlasti závod v etapovém ultramaratonu v přírodním prostředí. Po  přípravách, při nichž mu pomáhal mimo jiné i jeho otec Milan Rusek a výtvarnice Vlastimila Mlejnková, uspořádal první ročník v roce 1992.
Moravský UltraMaraton začínal s deseti etapami, z nichž každá měla start v jiném městě (obci), což trvalo tři roky (do roku 1994). Od roku 1995 má MUM sedm etap. Běhalo se kolem Olešnice (častý cíl etap). Od roku 2004 (13. ročník) má MUM zázemí a cíl všech etap v Lomnici u Tišnova (zázemí poskytuje Základní škola v Lomnici).

## Charakteristika
Moravský UltraMaraton je Mistrovstvím České republiky v etapovém maratonu a je součástí ČAU ULTRA CUP.

#### Etapy (starovní město)
1. Lomnická etapa (kolem Lomnice)
2. Boskovická etapa
3. Blanenská etapa
4. Tišnovská etapa
5. Olešnická etapa
6. Bystřická etapa (Bystřice nad Pernštejnem)
7. Cimrmanova etapa (dvakrát okruh (přes 21 km) kolem Lomnice)

#### Klasifikace
Moravský UltraMaraton je závod v kategorii mužů a žen bez rozdílu věku. Vítězem se stává závodník s nejnižším součtem časů. Vyhlášení jednotlivých etap bývá kolem 20:00 hodin, když jsou v cíli první tři muži a první tři ženy. Závodníci, kteří neabsolvují celou vzdálenost 7 maratonů, budou seřazeni podle uběhnutých kilometrů a následně od nejnižšího součtu časů jednotlivých uběhnutých etap.

#### 3 ze 7 (původně MiniMUM)
V rámci Moravského UltraMaratonu se hodnotí také menší závod z výsledků tří etap, který se od roku 2012 do roku 2018 jmenoval MiniMUM. Skládal se ze tří konkrétních etap (1. Lomnické, 4. Tišnovské a 7. Cimrmanovy etapy) do roku 2018. V jeho rámci se hodnotil prostý součet časů tří jmenovaných etap. 
V roce 2019 došlo ke změně na nový formát 3 ze 7, který umožnil běžcům si vybrat libovolné tři etapy ultramaratonu pro sčítání výkonů. Výsledný výkon už se proto nepočítá ze součtu tří etapových výkonů, ale součtu bodů za jednotlivé etapy. Body za etapu = čas závodníka / průměrný čas prvních 10 závodníků * 100, který je zaokrouhlen na dvě desetinná místa. Zohlední se jak pořadí závodníka, tak kvalita jeho výkonu. Závodníci musí nahlásit účast v závodě 3 ze 7 a etapy, které poběží, nejpozději před startem první etapy, kterou chtějí započítat do tohoto závodu. Není možné měnit závody počítané do 3 ze 7 zpětně.